# مويس فوكلان
كان مويس فوكلان (على خلاف في اسمه) (من 1650 إلى 1670) قرصانًا فرنسيًا من القرن السابع عشر. خلال مسيرته التي استمرت أربع سنوات كقرصنة، عمل كضابط مع فرانسوا لولونييه وشكل شراكة قصيرة مع بيير بيكارد. شارك هو وفيليب بيكيل لاحقًا في تأليف كتاب يشرح بالتفصيل استكشافاتهما لساحل هندوراس ويوكاتان.

## سيرة شخصية
وصل فوكلان لأول مرة إلى منطقة البحر الكاريبي من نورماندي بفرنسا حوالي عام 1650. وقد كان جزءًا من أسطول قراصنة نظمته فرانسوا لولونييه في ملاذ القراصنة في جزيرة السلاحف والذي سينهب ونهب المستوطنات الإسبانية في جميع أنحاء إسبانيا الرئيسية خلال العامين المقبلين. كان فوكلان واحدًا من عدة ضباط خدموا في هذه الحملة وكان حاضرًا في الغارات على ماراكايبو وجبل طارق في عام 1666 وبويرتو دي كافالو وسان بيدرو في عام 1667.
تفرق لولونييه وأسطوله في النهاية، حيث تجادلوا حول رغبة لولونييه في الإبحار إلى غواتيمالا، بعد وقت قصير من الاستيلاء على سفينة إسبانية قبالة ساحل يوكاتان. اختار هو وبيير لو بيكارد مغادرة البعثة، حيث أشارت بعض الروايات إلى أنهما كانا زعماء العصابة والمحرضين على تفكيك الأسطول،  وبدأوا في القرصنة معًا لبعض الوقت. أبحر على طول ساحل كوستاريكا، واستولى على بلدة فيراغواس على الرغم من أنه تم طرده من المنطقة عندما فشل في الاستيلاء على بلدة ناتا القريبة وانقسم الاثنان بعد فترة وجيزة. تم تسجيل هذه الهزيمة لاحقًا في The Buccaneers Of America للكاتب ألكسندر إسكيملينج بعد عشرين عامًا تقريبًا.
يبدو أن فوكلان فقد سفينته بعد ذلك حسب بعض الروايات. ومع ذلك، فقد تمكن من الانضمام إلى القرصان الفرنسي شوفالييه دو بليسيس في وقت لاحق من ذلك العام. بعد وفاة دو بليسيس، تم انتخاب فوكلان خلفًا له من قبل الطاقم. تمكن هو وطاقمه من الحصول على غنيمة إسبانية بنجاح، حاملين شحنة كبيرة من الكاكاو، بالقرب من ميناء هافانا، كوبا قبل العودة إلى تورتوجا. في عام 1670، كتب هو وزميله القرصان فيليب بيكيل وصفًا لمسيرتهما المهنية لدى نائب الأدميرال جان ديستريس. احتوى الكتاب على معلومات مفصلة عن جغرافية منطقة البحر الكاريبي وجزر الهند الغربية، ولا سيما سواحل هندوراس ويوكاتان، التي استخدمتها البحرية الملكية الفرنسية وكذلك القراصنة في وقت لاحق.